# Титов, Анатолий Кириллович
Анато́лий Кири́ллович Тито́в (бел. Анатоль Кірылавіч Цітоў; 27 ноября 1947, Дрезден — 5 января 2021, Минск) — белорусский историк, геральдист и сфрагист.

## Биография
В 1975 году закончил исторический факультет Белорусского государственного университета. В том же году начал работу научным сотрудником, старшим палеографом Центрального государственного архива БССР. С 1983 года преподавал в Минском институте культуры. С 1994 года работает старшим научным сотрудником Белорусского научно-исследовательского института делопроизводства и архивного дела.
Преподавал в Гуманитарно-экономическом и в Белорусском государственном университетах. Автор научных и публицистических работ по геральдике, генеалогии, истории ремёсел и исторической географии. Был членом комиссии для выработки эталона Государственного герба Республики Беларусь и положения о гербе, образцов печатей Верховного Совета, его Президиума и нагрудного знака народного депутата Республики Беларусь.
Скончался 5 января 2021 года в Минске.

## Основные труды
- Цітоў А. Наш сімвал — Пагоня. Мінск: Полымя, 1993. — 40 с.:іл. — ISBN 5-345-00740-3. (бел.)
- Цітоў А. Геральдыка беларускіх местаў (XVI — пачатак XX ст.). — Мн.: Полымя, 1998. (бел.)
- Цітоў А. Сфагістыка і геральдыка Беларусі. Мінск: РІВШ БДУ, 1999. — 176 с., іл. — ISBN 985-6299-36-5. (бел.)
- Цітоў А. Менск — места майстроў: Рамесныя цэхі XVI—XVIII стст. Мінск: Беларусь, 2002. — 110 с., іл. — ISBN 985-01-0548-5. (бел.)
- Цітоў А. Геральдыка Беларусі (недоступная ссылка). Мінск: Мінская фабрыка каляровага друку, 2007. — 128 с., іл. — ISBN 978-985-454-386-4. (бел.)